# Gonionemus chekiangensis
Gonionemus chekiangensis is een hydroïdpoliep uit de familie Olindiasidae. De poliep komt uit het geslacht Gonionemus. Gonionemus chekiangensis werd in 1937 voor het eerst wetenschappelijk beschreven door Ling. 